# Moscow (велокоманда)
Moscow (Москва; UCI Team Code: MOW) — российская профессиональная шоссейная велокоманда континентального тура, существовавшая в 2008 — 2010 годах. Комплектовалась молодыми российскими спортсменами.

## Сезон 2009

### Состав
| ФИО                | Дата рождения | Гражданство |
| ------------------ | ------------- | ----------- |
| Иван Ковалёв       | 26.07.1986    | Россия      |
| Евгений Ковалёв    | 06.03.1989    | Россия      |
| Валерий Валынин    | 10.12.1986    | Россия      |
| Алексей Шмидт      | 17.04.1983    | Россия      |
| Сергей Щербаков    | 21.07.1987    | Россия      |
| Кирилл Баранов     | 13.04.1989    | Россия      |
| Александр Хатунцев | 11.02.1985    | Россия      |
| Сергей Колесников  | 10.03.1986    | Россия      |
| Андрей Клюев       | 13.06.1987    | Россия      |
| Максим Разумов     | 12.01.1990    | Россия      |
| Денис Кузнецов     | 31.08.1990    | Россия      |
| Денис Лозинский    | 01.01.1990    | Россия      |
| Сергей Валынин     | 10.03.1988    | Россия      |
| Владимир Лихачёв   | 25.02.1985    | Россия      |
| Илья Сырцев        | 16.11.1987    | Россия      |
| Павел Пташкин      | 23.06.1990    | Россия      |
| Виталий Барбас     | 23.03.1990    | Россия      |
| Михаил Калинов     | 11.06.1988    | Россия      |
| Сергей Шилов       | 06.02.1988    | Россия      |
| Александр Волков   | 08.11.1990    | Россия      |
| Ильдар Закиров     | 15.05.1987    | Россия      |

### Победы
| Дата     | Гонка                              | Кат. | Победитель         |
| -------- | ---------------------------------- | ---- | ------------------ |
| 8 мая    | 3 этап Пять колец Москвы           | 2.2  | Александр Хатунцев |
| 9 мая    | 4 этап Пять колец Москвы           | 2.2  | Иван Ковалёв       |
| 12 мая   | Гран-при Москвы                    | 1.2  | Александр Хатунцев |
| 3 июня   | 2 этап Тур Балтики — Крконоше      | 2.2  | Евгений Ковалёв    |
| 4 июня   | 3 этап Тур Балтики — Крконоше      | 2.2  | Кирилл Баранов     |
| 1-7 июня | общий зачёт Тур Балтики — Крконоше | 2.2  | Сергей Колесников  |

## Сезон 2010

### Состав
| ФИО                | Дата рождения | Гражданство |
| ------------------ | ------------- | ----------- |
| Иван Ковалёв       | 26.07.1986    | Россия      |
| Евгений Ковалёв    | 06.03.1989    | Россия      |
| Валерий Валынин    | 10.12.1986    | Россия      |
| Алексей Шмидт      | 17.04.1983    | Россия      |
| Сергей Щербаков    | 21.07.1987    | Россия      |
| Кирилл Баранов     | 13.04.1989    | Россия      |
| Александр Хатунцев | 11.02.1985    | Россия      |
| Сергей Колесников  | 10.03.1986    | Россия      |
| Андрей Клюев       | 13.06.1987    | Россия      |
| Максим Разумов     | 12.01.1990    | Россия      |
| Денис Кузнецов     | 31.08.1990    | Россия      |
| Денис Лозинский    | 01.01.1990    | Россия      |
| Сергей Валынин     | 10.03.1988    | Россия      |
| Владимир Лихачёв   | 25.02.1985    | Россия      |
| Илья Сырцев        | 16.11.1987    | Россия      |
| Павел Пташкин      | 23.06.1990    | Россия      |
| Евгений Соколов    | 11.06.1984    | Россия      |
| Евгений Решетко    | 07.04.1985    | Россия      |

### Победы
| Дата      | Гонка                    | Кат. | Победитель      |
| --------- | ------------------------ | ---- | --------------- |
| 23 апреля | 2 этап Гран-при Адыгеи   | 2.2  | Евгений Ковалёв |
| 6 мая     | 1 этап Пять колец Москвы | 2.2  | Иван Ковалёв    |